# Ritt der Könige

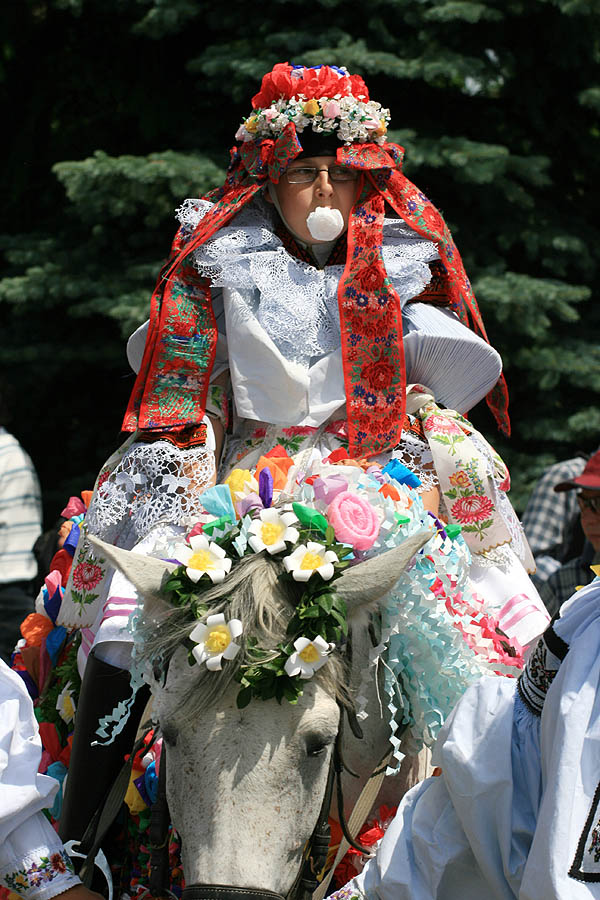
Ritt der Könige in Vlčnov

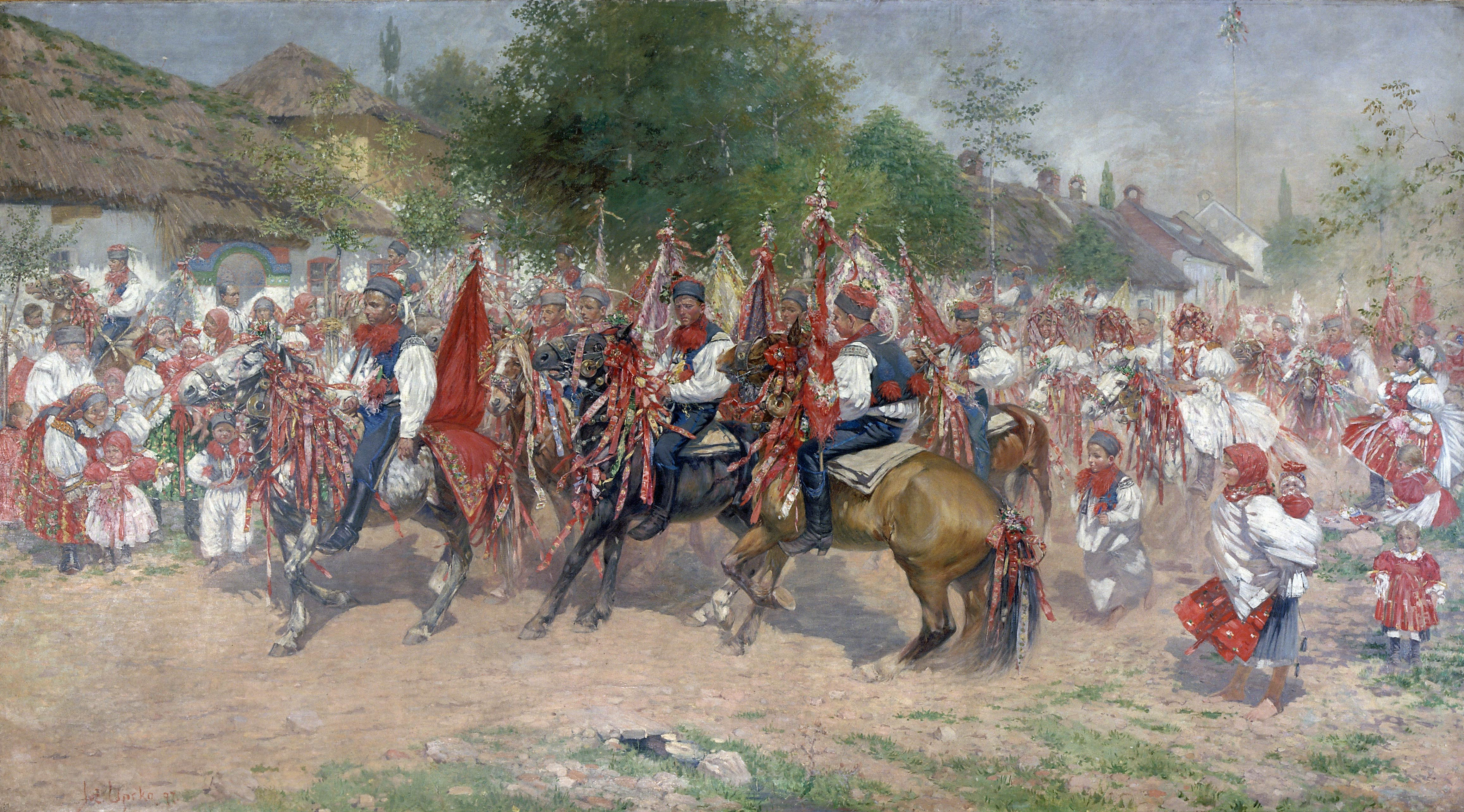
Gemälde von Joža Uprka (1897)

Der Ritt der Könige (tschechisch: Jízda králů) ist ein traditioneller Umzug in Mähren. Der Ritt findet heute noch jährlich in Vlčnov, alle zwei Jahre in Kunovice, alle drei Jahre in Hluk und jährlich in Skoronice statt. Er wurde 2011 von der UNESCO zum Immateriellen Kulturerbe erklärt.

## Ursprung und Verbreitung
Der Königsritt in seiner heutigen Form wird seit 1808 abgehalten, aber sein Ursprung ist unklar. Er geht wahrscheinlich auf Osterprozessionen zurück, die ihrerseits möglicherweise heidnische Vorläufer haben. Obwohl es dafür keine Belege gibt, wird die Tradition auch auf die Flucht des ungarischen Königs Matthias Corvinus nach einer verlorenen Schlacht zurückgeführt, der seinen Feinden entkommen sein soll, indem er Frauenkleider anlegte. Auch die Rückkehr des böhmischen Königs Wenzel II. aus der brandenburgischen Gefangenschaft gilt als ein mögliches Vorbild.
Der Ritt der Könige fand noch im 19. und frühen 20. Jahrhundert in vielen Orten Mährens, aber auch in der Slowakei und Ungarn statt. Mittlerweile existiert er nur noch in einigen Dörfern der mährischen Slowakei und der Hanna.
Milan Kundera machte in seinem Roman Der Scherz den Ritt der Könige zum Gegenstand.
Ähnliche Bräuche sind auch anderswo in Europa zu finden, wie beispielsweise das Osterreiten (auch Kreuzreiten, Křižerje) der Sorben in der Lausitz.

## Ablauf
Vor dem Fest werden die in jedem Dorf unterschiedlichen Kostüme und Dekorationen für Reiter und Pferde angefertigt. Es wird ein König – meist ein Junge zwischen elf und sechzehn Jahren – ausgewählt, er trägt beim Ritt die ortstypische Frauentracht und eine weiße Papierblume im Mund. Diese soll ihn am Sprechen hindern, da er vierundzwanzig Stunden schweigen muss. Begleitet von einer Prozession von Reitern, dem Gefolge des Königs, das Spenden sammelt und traditionelle Verse ausruft, reitet der König durch das Dorf.